# 雨音颯
雨音 颯（あまね そう、男性）は、愛知県出身のゲームクリエイター（原画家・グラフィッカー）である。

## 概要
アダルトゲームを主として活躍する原画家の一人であり、過去に「FOJY」、「雨音響」の名で活動していた。最近までSIESTA（シエスタ）の作品を中心に活躍していたが、現在はEtoiles（エトワルズ）にて活動している

## 参加作品
アダルトゲーム
- etoire
  - Handle with Care..
- R.A.N.Software
  - Silver Moon
  - Rainy Blue ～6月の雨～
  - ましろの宝箱
- CLOVER
  - さよらなエトランジュ
  - モルダヴァイト
- SIESTA
  - MOON CHILDe
  - あるぺじお 〜きみいろのメロディ〜
  - ぱすてる
  - あいれぼ 〜IDOL☆REVOLUTION〜
- Etoiles
  - 姫×姫
  - Elle:PrieR 〜しあわせの欠片をさがして〜
  - 妹恋〜しすこい〜
  - 恋DOKi
- Triangle
  - プリンセスクライシス[1]

## 同人活動
BRAIN SOFT（ブレインソフト）という名の同人サークルを1997年11月に設立した。